# Free as in Freedom
Free as in Freedom: Richard Stallman's Crusade for Free Software (ISBN 0-596-00287-4) é um livro-livre, licenciado sob a GNU Free Documentation License, a respeito da vida de Richard Stallman, escrito por Sam Williams e publicado pela O'Reilly Media em 1 de Março de 2002.
Williams realizou várias entrevistas com Stallman durante a redação do livro, bem como com colegas de classe, colegas de Stallman, e sua mãe. O livro recebeu críticas positivas.

## Licença
Free as in Freedom foi publicado sob a GNU Free Documentation License versão 1.1, que permite a modificação e redistribuição do texto, fotografias contidas nele, bem como da capa: seus textos, fotografia e elementos de design.

## Free as in Freedom 2.0
Após ler "Free as in Freedom" em 2009, Richard Stallman realizou revisões extensas ao texto original. Por o texto ter sido liberado sob a licença GFDL, isto permitiu ao Stallman corrigir erros factuais e clarificar alguns erros ou afirmações incoerentes do Williams, acrescentando suas experiências de primeira-mão ou conhecimento técnico onde fosse apropriado. Esta nova versão revisada, "Free as in Freedom 2.0" foi publicado pela GNU Press em outubro de 2010 e está disponível na loja online da FSF e como download gratuito de PDF. Sam Williams escreveu um novo prefácio para a edição revisada.